# Bundesautobahn 671
La Bundesautobahn 671, abbreviata anche in A 671, è una breve autostrada tedesca della lunghezza di 12 km che collega l'autostrada A 60 e alla città di Wiesbaden.

## Percorso
| A 671 |           |                     |      |                |                |
| Tipo  | n° uscita | Indicazione         | km   | Corrispondenze | Strada europea |
|       |           | Inizio autostrada   | 12,6 |                |                |
|       | 2         | Wiesbaden Amoneburg | 12,2 |                |                |
|       | 3         | Mainz Kastel        | 8,7  |                |                |
|       | 4         | Hochheim Nord       | 5,9  |                |                |
|       | 5         | Hochheim Sud        | 4,4  |                |                |
|       | 6         | Gustavsburg         | 2,6  |                |                |
|       | 7         | Mainspitz Dreieck   | 1,0  |                |                |